# Drip Drop
Drip Drop é uma música interpretada por Azerbaijão, que foi seleccionada para representar o Azerbaijão no Festival Eurovisão da Canção 2010, na Noruega.